# Singende Schäferin mit Schäfer
Singende Schäferin mit Schäfer, anderer Titel Bänkelsängerin und Flötenbläser, ist ein Gemälde, das von der Forschung gegenwärtig dem niederländischen Maler Johan Moreelse zugeschrieben wird. Es soll um 1630 entstanden sein und zeigt zwei heitere musizierende Menschen vor einem dunklen Wolkenhintergrund. Das Bild befindet sich seit 1865 im Kunstmuseum Basel in der Sammlung Alte Meister.

## Beschreibung und Hintergrund
Das nicht signierte Gemälde hat die Maße 107,8 × 92,5 cm und ist in der Maltechnik Öl auf Leinwand ausgeführt. Es wurde 1865 vom Kunstmuseum Basel erworben und unter der Nummer 535 inventarisiert.
Dargestellt sind zwei Menschen als Halbfigur, die dem Betrachter zugewandt sind. Die hintere Figur, ein junger Mann spielt Flöte und schaut mit verliebtem Blick die singende Frau im Vordergrund an. Das Bild ist eine Pastorale, eine Romanze oder Schäferstündchen, ein Thema, das seit dem Mittelalter immer wieder in der Genremalerei vorkommt. Das Werk steht in der niederländischen Tradition der Utrechter Schule, deren Künstler oft den Mythos Arkadiens in ihren Bildern darstellten. Es ist der Traum eines sorglosen Lebens, jenseits aller gesellschaftlicher Zwänge. Dabei gibt es auch erotische Konnotationen. So wird die Flöte in dieser Art der Malerei oft als Phallussymbol aufgefasst. In diesem Bild jedoch könnte eine allgemeine Huldigung an die Poesie der Kunst gemeint sein, wie sie 1642 in Rembrandts Radierung Eulenspiegel, die neben einer Frau mit großem Hut einen liegenden Flötenspieler zeigt, der die poeta vulgaris, also den Volksdichter symbolisiert. Auch im Basler Bild trägt die Sängerin einen großen modischen Hut. Was sie singt, könnte durchaus ein Liebesgedicht, ein Sonett sein, wie es der Maler Abraham Bloemaert 1628 in seinem Bild Hirtin, ein Sonett lesend (Toledo Museum of Art, Objekt-Nr. 1955.34) dargestellt hat. Der Flötenspieler ist verliebt, die Sängerin wendet sich scheinbar von ihm ab und blickt en face den Betrachter an. Sie täuscht Gleichgültigkeit vor. Die Lichtführung in diesem Gemälde ist auf das offene freundliche Gesicht der Frau gerichtet, der Junge hingegen erscheint in leichtem Schatten. Seine Kleidung ist dunkel, sie ist in leuchtende Blau- und Goldtöne gewandet. Auf ihrem Wams ist ein lilienartiges Ornament zu erkennen, an ihrem Gürtel hängt eine rotbraune tönerne Trinkflasche. Die Aufmerksamkeit des Betrachters richtet sich so zunächst auf die Frau.

## Zuschreibungen
Das Bild wurde verschiedenen Künstlern zugeschrieben. So hielt man es 1865, als es das Basler Kunstmuseum von einem „Kunsthändler Wolf“ kaufte, für ein Bild von Gerrit van Honthorst, später dann als eines von Dirck Dircksz Santvoort, doch findet sich nichts Vergleichbares in deren Werken. 1952 vermutete man eine Urheberschaft in der Utrechter Werkstatt von Abraham Bloemaert, auch mit Jan van Bijlert wurde es in Verbindung gebracht, weil der ebenfalls Schäferinnen mit großen Hüten gemalt hatte. Der Kunsthistoriker Leonard J. Slatkes glaubte hingegen ein Werk von Jan Mijtens vor sich zu haben. Auch die gegenwärtige Zuschreibung zu Johan Moreelse ist nach Ansicht des Basler Kunstmuseums fraglich.